# Regiunea Marrakech-Tensift-Al Haouz
Regiunea Marrakech-Tensift-Al Haouz a fost una dintre cele 16 unități administrativ-teritoriale de gradul I ale Marocului în 1997-2015. Reședința sa era orașul Marrakech.